# Libro de Mormón (el registro de Mormón)

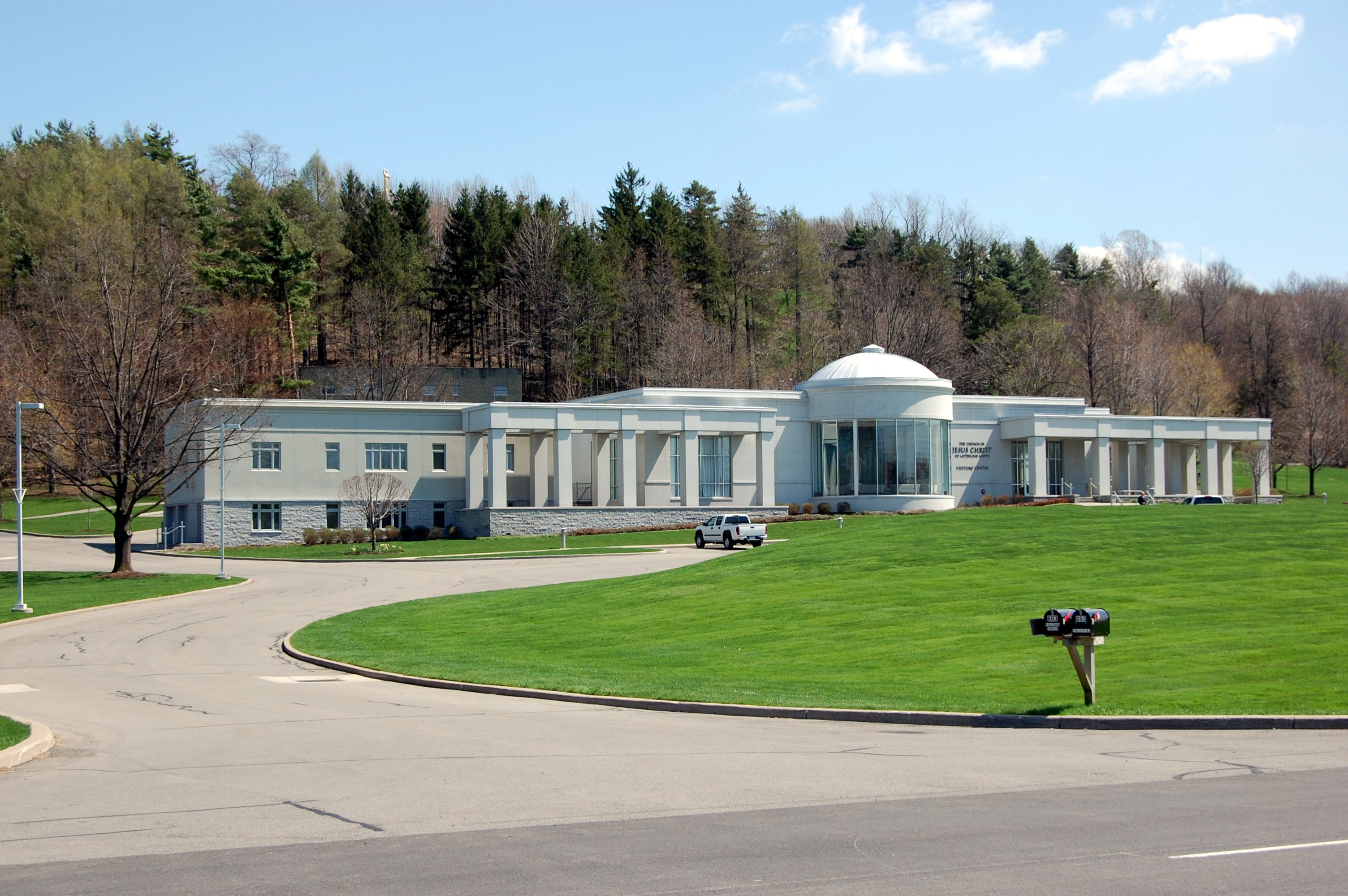
Centro de Visitantes de Cumorah, región donde, según la tradición SUD, se desenvolvieron los eventos del Registro de Mormón.

El Libro de Mormón es el nombre de uno de los libros o divisiones del homónimo Libro de Mormón.
Para los miembros del Movimiento de los Santos de los Últimos Días, también conocido como mormonismo, se trata de un registro de origen antiguo, escrito por profetas amerindios y compilado por uno de ellos cuyo nombre fue Mormón. El libro está dividido en nueve capítulos, los primeros siete habrían sido escritos por Mormón y los dos últimos por su hijo Moroni. En el relato se narra el testimonio de la destrucción de su pueblo producto de su maldad y falta de arrepentimiento.